# Myjava
Myjava er en by i det vestlige Slovakiet. Byen ligger i regionen Trenčín. Den ligger kun 100 kilometer fra den slovakiske hovedstad  Bratislava. Byen har et areal på 48,54 km² og en befolkning på 10.985(2021) indbyggere.

## Eksterne links
- Officiel hjemmeside

- Wikimedia Commons har flere filer relateret til Myjava